# Rue de la Coutellerie
La rue de la Coutellerie est une voie du 4e arrondissement de Paris, en France.

## Situation et accès
La rue de la Coutellerie, d'une longueur de 71 mètres, est située dans le 4e arrondissement, quartier Saint-Merri et commence au 31, rue de Rivoli et se termine au 6, avenue Victoria.
Le quartier est desservi par les lignes 1 et 11 à la station Hôtel de Ville.

## Origine du nom
Elle tient son nom des couteliers qui s'y établirent sous Henri II.

## Historique

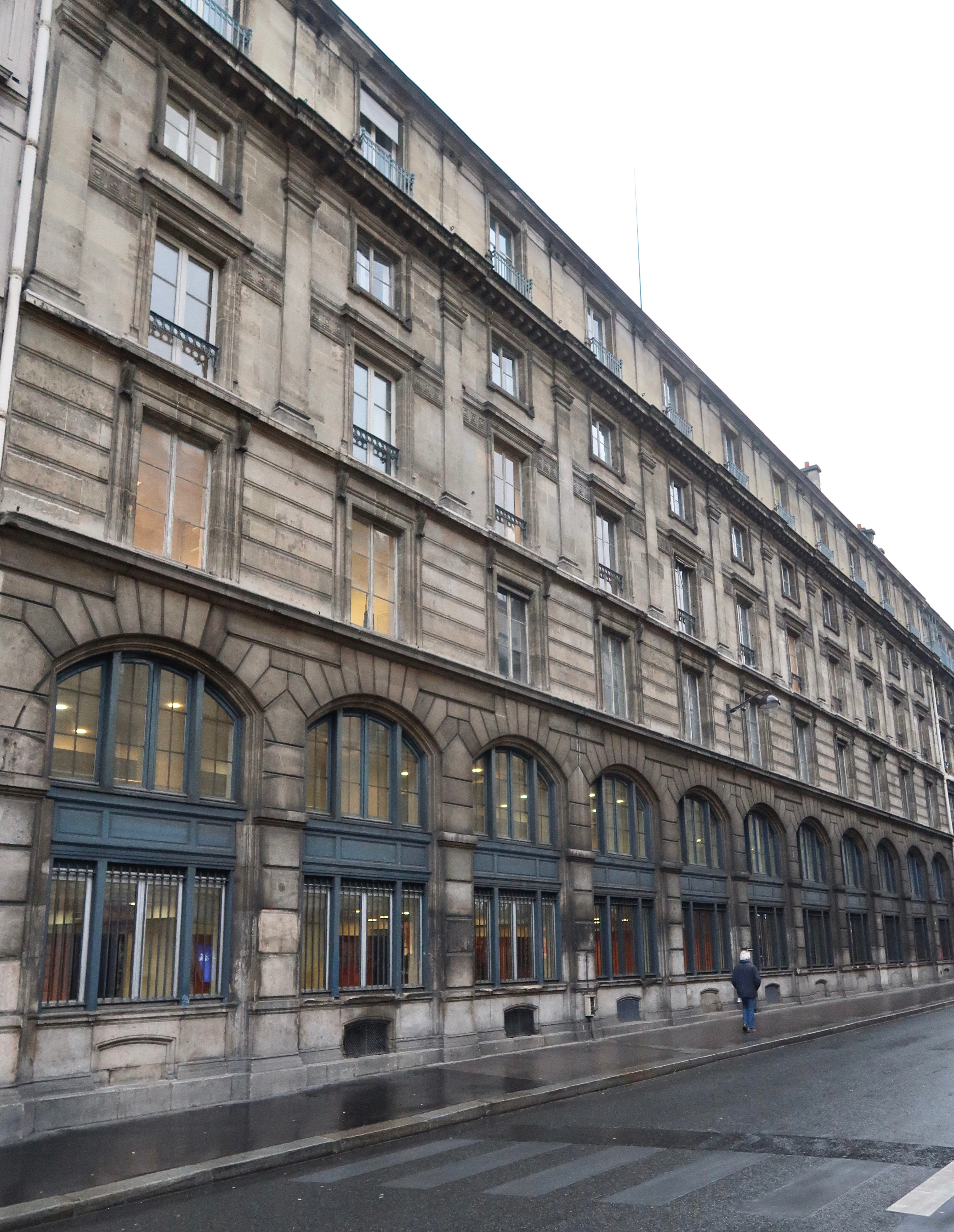
No 3.

Cette rue était partiellement construite sous le règne de Louis VII le Jeune.
Elle fut désignée au XIIIe siècle sous le nom de « rue Vieille-Oreille » puis par corruption, « rue Guignoreille », « rue Guigne-Oreille », « rue Guillori », et enfin en « rue Guilleri », nom que l'on ne donna plus par la suite qu'au carrefour Guilleri situé à la rencontre des rues de la Coutellerie, Jean-Pain-Mollet, Jean-de-l'Épine, de la Poterie et de la Tixéranderie.
Elle est citée dans Le Dit des rues de Paris, de Guillot de Paris, sous le nom « rue aus Commanderesses ». À cette même époque, elle est également appelée « rue des Commanderesses » ou « rue des Recommanderesses ». Ces noms sont dûs aux tenancières de bureaux de placement pour les servantes et les nourrices.
Au XVe siècle, sous le règne d'Henri II, elle prend le nom de « rue de la Coutellerie », en raison des nombreux couteliers qui s'y établirent.
Elle est élargie en 1564. Une décision ministérielle du 13 thermidor an VI (31 juillet 1798) signée François de Neufchâteau fixe la largeur de cette voie publique à 8 mètres. Cette moindre largeur est portée à 12 mètres, en vertu d'une ordonnance royale du 31 décembre 1832.
Elle est citée sous le nom de « rue de la Coustellerie » dans un manuscrit de 1636 dont le procès-verbal de visite, en date du 22 avril 1636, indique : « orde, salle et pleine d'immundices ». En 1642, la rue de la Coutellerie compte encore neuf couteliers.
Jusqu'au XIXe siècle, elle fait partie d'un axe est-ouest reliant le quartier de Saint-Jacques-de-la-Boucherie au quartier Saint-Antoine. Cet axe était composé d'ouest en est des rues Saint-Jacques-de-la-Boucherie, de la Coutellerie, de la Tixéranderie et Saint-Antoine (section aujourd'hui rattachée à la rue François-Miron).
Au XIXe siècle, la rue de la Coutellerie, d'une longueur de 77 mètres, qui était située dans l'ancien 7e arrondissement, quartier des Arcis, commençait au 23, rue Jean-de-l'Épine et 1, rue Jean-Pain-Mollet et finissait aux 38-40, rue de la Vannerie.
Les numéros de la rue étaient rouges. Le dernier numéro impair était le no 27 et le dernier numéro pair était le no 26.
Dans le cadre des transformations de Paris sous le Second Empire, la rue de la Coutellerie, redressée et élargie, relie désormais la rue de Rivoli à la place du Châtelet via l'avenue Victoria (anc. boulevard de l'Hôtel-de-Ville).

## Littérature
Il est question de la rue de la Coutellerie dans le roman de Patrick Modiano Accident nocturne. « Elle est un simple passage que les voitures prennent en trombe, la nuit. Une rue oubliée et à laquelle personne n'a jamais fait attention ».